# Efthýmios Christodoúlou
Efthýmios N. Christodoúlou (en grec moderne : Ευθύμιος Ν. Χριστοδούλου ; né en 1932) est un économiste, banquier et homme politique grec. 

## Biographie
Efthýmios Christodoúlou naît en 1932 à Larissa. Il est diplômé du Athens College, d'un B.A. en économie du Hamilton College et d'une M.A en économie de la Columbia University. 